# Hermann Robert Jung
Hermann Robert Jung (* 4. August 1864 in Bielefeld; † nach 1929) war ein deutscher Landschaftsarchitekt und kommunaler Baubeamter. Er amtierte ab 1889/1890 als Gartenbaudirektor der Stadt Köln.

## Werdegang
Am 27. März 1879 begann Jung eine Lehre in der Herzoglich Coburgischen Gärtnerei des Schlosses Greinburg in Grein, Oberösterreich. Nach mehrjähriger Tätigkeit als Gärtnergehilfe wurde er am 1. Februar 1889 Obergärtner und Leiter der Gartenbauschule sowie der Kölner Flora. Im Folgejahr, am 1. April 1890, wurde Jung zum Obergärtner aller Garteneinrichtungen der Stadt Köln ernannt. Nach dem Tode Adolf Kowalleks übernahm Jung im Mai 1902 bis zum April 1903 kommissarisch die Leitung der städtischen Gartenverwaltung. Abgelöst wurde er von Fritz Encke. Im Jahr 1917 wurde Hermann Robert Jung in Anerkennung seiner Verdienste für den deutschen Gartenbau durch das preußische Landwirtschaftsministerium der Titel Gartenbaudirektor verliehen.

## Wirken
Jung betätigte sich auch als fachbezogener Autor. So erschienen von ihm eine Anzahl Abhandlungen über die floralen Bestände seiner Wahlheimatstadt Köln. Jungs „Handschrift“ zeigt sich in Plänen und Entwürfen zur Verbesserung, Erweiterung oder Umgestaltung bestehender Gartenanlagen. Jung gestaltete aber auch Neues. So ließ er eine etwa 72 Hektar große, vom Forstfiskus 1899 durch Köln im rechtsrheinischen Gremberg erworbene Waldparzelle, das Gremberger Wäldchen, lichten und legte dort ein Wegenetz an. Nach weiteren gezielten Eingriffen in die Natur, wie Aufforstungen und Einrichtung von Ruheplätzen, entstand so schon vor der Eingemeindung der dortigen Ortschaften in stadtkölnisches Territorium ein erstes rechtsrheinisches Naherholungsgebiet für die anwachsende Bevölkerung.

## Schriften
- (mit Wilhelm Schröder): Das Heidelberger Schloss und seine Gärten in alter und neuer Zeit und der Schlossgarten zu Schwetzingen. Berlin 1898. (Institut für Europäische Kunstgeschichte, Institut für Fränkisch-Pfälzische Geschichte und Landeskunde)